# Islas Ssese
Las islas Ssese son un archipiélago de ochenta y cuatro islas en el noroeste del lago Victoria, Uganda, en el Distrito de Kalangala. Unas cuarenta y tres de las islas están habitadas. Las islas varían en tamaño desde menos de los 10 000 metros cuadrados, hasta algunas más de 40 kilómetros de longitud, como la isla más grande, la Isla Bugala.
Las islas se encuentran divididas en dos grandes grupos, separados por el Canal Koome. El grupo sur oeste es donde esta Bugala, y donde esta la principal ciudad de las islas Kalangala, capital administrativa del distrito, mientras que las otras islas incluyen Bubeke, Bufumira, Bugaba, Bukasa, Buyova, Funve y Serinyà. Las islas principales en el grupo del noreste son Damba, Koome y Luwaji.
Las Islas Ssese están habitadas por los bantúes que hablan Bassese, estrechamente relacionado con el baganda y Basoga, siendo similares, aunque en realidad son distintos idiomas. En la antigüedad, las islas fueron uno de los centros espirituales más importantes de la región.
La principal industria en las Islas Ssese es la pesca de la perca del Nilo (Lates niloticus), siendo gran parte de las capturas exportadas, y a veces provocando la sobrepesca. Otras industrias incluyen la agricultura, la silvicultura y el turismo.
Las islas son también el hogar de una variedad de animales incluyendo varios primates. Están conectadas por transbordadores desde Bukakata en la parte continental a Liku en Bugala y desde Kalangala a Banda y Bukasa.